# Mirjam Steffensky
Mirjam Dorothee Steffensky (* 9. November 1970 in Köln) ist eine deutsche Chemiedidaktikerin und Hochschullehrerin. Als Professorin für Chemiedidaktik forscht sie zur frühen naturwissenschaftlichen Bildung sowie der professionellen Kompetenz von pädagogischen Fachkräften und Lehrkräften.

## Leben
Von 1990 bis 1995 studierte Steffensky Chemie an der Universität Hamburg und Newcastle University. Ihre Diplomarbeit zum Thema „Enantioselektive Synthese von Elymniafuran“ fertigte sie im Arbeitskreis von Wittko Francke an. Anschließend begann sie ihre Promotion in der Organischen Chemie unter Anleitung von W. Francke (Universität Hamburg) und Stefan Schulz (Technische Universität Braunschweig). In diesem Zusammenhang war sie von 1995 bis 1998 als wissenschaftliche Mitarbeiterin an der Universität Hamburg in einem DFG-Projekt zum Thema „Chemische Kommunikationssysteme von Arachniden“ tätig. Anschließend wechselte sie an die TU Braunschweig, wo sie von 1998 bis 2000 im selben DFG-Projekt tätig war. Im Jahr 1999 absolvierte sie mithilfe eines DAAD-Stipendiums einen Forschungsaufenthalt in Israel. Steffensky hat sich im Jahr 2000 zum Thema „Isolierung, Identifizierung und Synthese von Signalstoffen aus Spinnen“ bei Stefan Schulz zum Dr. rer. nat. promoviert.
Nach einer Tätigkeit als Redakteurin bei der Angewandten Chemie war Steffensky von 2002 bis 2008 Juniorprofessor für Chemiedidaktik an der Leuphana Universität in Lüneburg. Von 2008 bis 2010 hatte sie eine DTS-Stiftungsprofessur „Frühe naturwissenschaftliche Bildung“ an der Westfälischen Wilhelms-Universität, Münster inne. Im Jahr 2010 wurde Steffensky Professorin für Didaktik der Chemie an der Christian-Albrechts-Universität zu Kiel, tätig am Leibniz-Institut für die Pädagogik der Naturwissenschaften und Mathematik (IPN) in Kiel sowie dessen stellvertretende Leiterin der Abteilung Chemiedidaktik. Seit 2020 ist sie W3-Professorin für Erziehungswissenschaften-Didaktik der Chemie an der Universität Hamburg.
Mirjam Steffensky ist die Tochter von Fulbert Steffensky und der 2003 verstorbenen Dorothee Sölle.

## Forschungsschwerpunkt
Die Arbeitsgruppe Steffensky des Arbeitsbereichs Chemiedidaktik befasst sich mit naturwissenschaftlichen Lehr-Lern-Prozessen in verschiedenen Bildungsstufen, wobei der Schwerpunkt auf den naturwissenschaftlichen Bildungsprozessen von Kindergartenkindern liegt. Ein weiterer Forschungsschwerpunkt ist die Entwicklung professioneller Kompetenz von pädagogischen Fachkräften und Lehrpersonen sowie deren Wirkung auf die Qualität von Lernumgebungen und die Entwicklung der Lernenden.

## Schriften (Auswahl)
- mit Daniel Schmerse, Henning Dominke, Jana Mohr: Children’s understanding of scientific inquiry: The role of instructional support and comparison making. In: Journal of Educational Psychology. Band 116, Nr. 2, Februar 2024, ISSN 1939-2176, S. 233–255, doi:10.1037/edu0000836.
- mit Lena Steidtmann, Thilo Kleickmann: Declining interest in science in lower secondary school classes: Quasi-experimental and longitudinal evidence on the role of teaching and teaching quality. In: Journal of Research in Science Teaching. Band 60, Nr. 1, 2023, ISSN 1098-2736, S. 164–195, doi:10.1002/tea.21794.
- mit Yvonne Anders, Ilonca Hardy, Sabina Pauen, Jörg Ramseger, Beate Sodian: Early Science Education – Goals and Process-Related Quality Criteria for Science Teaching (= Wissenschaftliche Untersuchungen zur Arbeit der Stiftung „Haus der kleinen Forscher“. Nr. 5). Verlag Barbara Budrich, Erscheinungsort nicht ermittelbar 2018, ISBN 978-3-8474-0559-7.
- Naturwissenschaftliche Bildung in Kindertageseinrichtungen: eine Expertise der Weiterbildungsinitiative Frühpädagogische Fachkräfte (WiFF) (= WiFF Expertise. Band 48). Deutsches Jugendinstitut e.V, München 2017, ISBN 978-3-86379-191-9.
- mit Ilonca Hardy: Spiralcurriculum Magnetismus: naturwissenschaftlich arbeiten und denken lernen (= ein Curriculum vom Kindergarten bis zur 7. Klasse. 1: Elementarbereich). 4.  Auflage. Friedrich Verlag, Seelze 2016, ISBN 978-3-7800-4996-4.
- Chancen und Schwierigkeiten im naturwissenschaftlichen Unterricht (= Wissenschaftliche Arbeitsberichte des ZWW zur Sonntagsvorlesung). Als Ms. gedr., Stand: 1. November 2004 Auflage. ZWW, Lüneburg 2004, ISBN 978-3-935786-33-1.